# Cleora legrasi
Cleora legrasi là một loài bướm đêm trong họ Geometridae.